# اوئیش‌دیش
اوئیش دیش (Uišdiš) به‌طور مستقیم یا غیرمستقیم در دههٔ هشتم قرن هشتم - ۷۲۰ - پ. م. تحت فرمان ایرانزو پادشاه ماننا قرار داشت ولی در مرزهای پادشاهی ماننا، متصرّفات فرمانفرمایان نیمه مستقلی قرار داشتند که برای موجودیت ماننا خطرناک بودند. یکی از نواحی نیمه مستقل سرزمین ماننا، عبارت بود از ناحیهٔ اوئیش دیش تحت فرمان  فردی با نام بغداده بود. 
محل این پادشاهی را نزدیک شهرستان بناب و روستاهای روشت بزرگ ( در تلفظ عامه به نام اییوویش) و دوش (در تلفظ عامه به نام دُش) قرار می‌دهند.

## موقعیت جغرافیایی

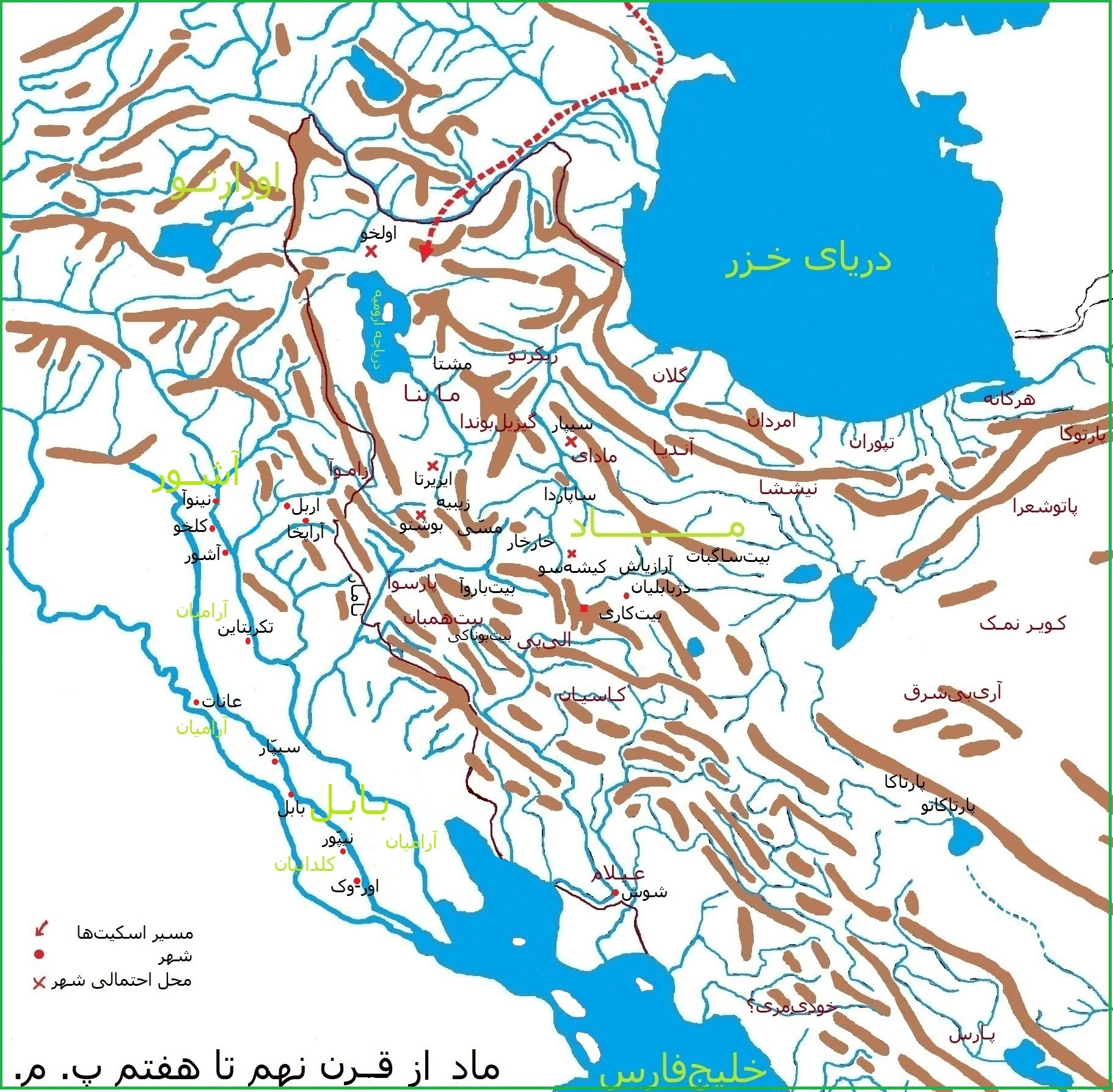
نقشه ماد و ماننا

ناحیهٔ مزبور یکی از ایالت‌های کشور ماننا (در حدود آذربایجان ) به شمار می‌آمد و موقعیت آن در کرانه‌های شرقی یا جنوب شرقی دریاچه اورمیه احتمالا بناب واقع بوده . در آغاز جانشینانی از جانب دولت ماننا یا آشور بر آن حکمرانی می‌نمود. اما ساکنان اوئیش‌دیش در آن زمان نخستین کسانی بودند که پرچم استقلال خواهی را قبل از دیگر اقوام و قبایل بر دوش کشیدند. آشوریان فرمانروایان کوچک و استقلال طلب را در اراضی مستعمرهٔ خویش  را بل آلی می‌نامیدند.

## اوضاع سیاسی اوئیش‌دیش
ایرانزو که علاوه بر کشور ماننا  بر ناحیهٔ اوئیش‌دیش نیز فرمانروا بود در سال - ۷۱۶ پ. م. - در گذشت، در آن سال پسر وی آزا از جانب سارگون دوم بر تخت سلطنت نشست. بغداده (Bagdattu)، فرمانروای محلی اوئیش‌دیش به همراه چند فرمانروای دیگر علیه اَزا، پسر و جانشین ایرانزو شورید.
متاتی فرمانفرمای زیکرتو و تلوسینا فرمانفرمای آندیا به همراه بغداده فرمانفرمای اوئیش‌دیش علیه اَزا دست‌نشاندهٔ آشور خروج کردند، ازا دستگیر و به هلاکت رسید. سارگون‌دوم بیدرنگ مداخله نمود و موفق به دستگیری بغداده شد و فرمان داد پوست از تنش بکنند و لاشهٔ او را در معرض تماشای ماننائیان قرار دهند.
از مصائبی که بر سر بغداده آمد بالنسبه می‌توان به مفهوم بلالی پی‌برد در واقع اغلب فرمانفرمایان کوچک دچار چنین سرنوشتی می‌شدند و احتراز از بلا غیره ممکن بود. نزد عوام حاکمان دست نشانده به بلا کشیده، دردمند یا به بلالی شهره بودند.